# Kaple Nanebevzetí Panny Marie (Mělčany)
Kaple Nanebevzetí Panny Marie je římskokatolická kaple v obci Mělčany v okrese Brno-venkov.
Postavena byla na mělčanské návsi v letech 1869–1872 na místě zvoničky. Finanční částku na výstavbu kaple daroval vsi mělčanský rodák Matouš Šimbera, který působil jako kněz. Základní kámen byl posvěcen v září 1869, stavba kaple podle projektu stavitele Mátla z Rajhradu byla zahájena ještě téhož roku, dokončena byla o tři roky později. Zpočátku se plánovalo i zřízení fary, k tomu však nikdy nedošlo. Kaple má jednoduchou loď obdélného půdorysu, polygonálně ukončené kněžiště a zvonici v průčelí lodě. Sakristie byla přistavěna v roce 1926.
Je filiálním kostelem dolnokounické farnosti.